# Father and Son (film 1916)
Father and Son è un film muto del 1916 diretto da T. Hayes Hunter e prodotto e distribuito dalla Mutual Film.

## Trama
Rivali nel commercio della salamoia, Andrew Slocum e Mrs. Winkle sono entrambi vedovi. Slocum manda suo figlio Andy a spiare la fabbrica della concorrente, mentre la rivale - da parte sua - studia un piano per rubare la formula segreta di un sottaceto. Il giovane Slocum - lavorando come spia - conosce e si innamora della giovane Winkle, Matilde. La madre della ragazza, allora, decide di proporre una tregua al nemico. I suoi negoziati vanno a buon fine: i due giovani potranno sposarsi e i due adulti uniranno i loro affari, dando vita a un'enorme industria della salamoia.

## Produzione
Il film fu prodotto dalla Mutual Film.

## Distribuzione
Distribuito dalla Mutual Film, uscì nelle sale cinematografiche statunitensi il 7 agosto 1916.